# Batracomorphus tyndareus
Batracomorphus tyndareus är en insektsart som beskrevs av Knight 1983. Batracomorphus tyndareus ingår i släktet Batracomorphus och familjen dvärgstritar. Inga underarter finns listade i Catalogue of Life.